# 중산고등학교 (경기)
중산고등학교(中山高等學校)는 대한민국 경기도 고양시 일산동구 중산동에 있는 공립 고등학교이다.

## 학교 연혁
- 1996년 1월 13일 : 중산고등학교 설립인가(36학급)
- 1997년 3월 1일 : 초대 김만언 교장 취임
- 1997년 3월 5일 : 제1회 입학식
- 2000년 2월 25일 : 제1회 졸업식
- 2002년 1월 31일 : 보통교실 및 특별교실 5층 완공
- 2005년 9월 29일 : 다목적실 웅지관 개관
- 2008년 5월 22일 : 학생식당 준공
- 2009년 8월 11일 : 인가학급변경 (47학급)
- 2019년 2월 20일 : 제20회 졸업식(13학급 435명) 총 9,525명 졸업
- 2023년 3월 1일 : 제8대 함정경 교장 취임

## 참고 자료
- 중산고등학교 - 한국교육학술정보원 학교알리미